# Jelysej (Ivanov)
Jelysej (světským jménem: Oleh Olexandrovič Ivanov; * 19. června 1973, Šachtarsk) je ukrajinský duchovní Ukrajinské pravoslavné církve Moskevského patriarchátu, arcibiskup a emeritní metropolita izjumský a kupjanský.

## Život
Narodil se 19. června 1973 v Šachtarsku.
Po střední škole pracoval v průmyslu a sloužil v chrámech v různých funkcích.
Dne 3. června 1996 jej biskup Alipij (Pogrebňak) rukopoložil na diákona. Dne 27. června stejného roku byl ve Svatohorské lávře postřižen na monacha se jménem Jelysej na počest svatého proroka Elíši. Sloužil jako diákon v chrámu svatého Michaela v Avdijivce.
Dne 4. srpna 1996 byl rukopoložen na jeromonacha a 1. října 1996 byl ustanoven představeným chrámu svatého Michaela.
Roku 1997 nastoupil na Oděský duchovní seminář, který dokončil roku 2001.
Roku 1999 byl povýšen na igumena a roku 2004 na archimandritu.
Roku 2002 nastoupil na Kyjevskou duchovní akademii.
Dne 29. listopadu 2006 byl jmenován blagočinným Avdivijivského okruhu.
Dne 29. března 2007 jej Svatý synod Ukrajinské pravoslavné církve zvolil biskupem amvrosijevským a vikářem doněcké eparchie. Dne 31. března 2007 proběhla jeho biskupská chirotonie.
Dne 18. října 2007 byl ustanoven biskupem berďanským a prymorským a 8. května 2012 byl převeden na izjumskou katedru.
Dne 22. listopadu 2012 byl povýšen na arcibiskupa a 28. listopadu 2017 na metropolitu.
Podle médií odjel v září roku 2022 s ustupujícímm ruským vojskem do Bělgorodu. Dne 23. listopadu 2022 byl osvobozen od funkce eparchiálního biskupa a penzionován.
Dne 1. prosince 2022 byl za podporu politiky Ruska zařazen na sankční seznam Ukrajiny.